# Пустоварівка
Пустова́рівка — село у Сквирській міській громаді Білоцерківського району Київської області, розташоване за 16 км від центру громади, з яким з'єднане шосейним шляхом.
Станом на 2023 рік населення становило 854 осіб.

## Географія
У селі річка Тхорівка впадає до Пустоварівки, правої притоки Сквирки.

## Історія
Наявна середня школа. Раніше в селі був цукровий завод.
Кургани — отже, ще за часів скіфського панування тут було поселення, точніше поховання.
У 1913 році частина жителів села виїхала на Далекий Схід, однак не прижилася там, і 1919 р. вони повернулись до України, заснувавши неподалік село Нова Пустоварівка.

## Економіка
- ТОВ "Агрофірма «Колос»" (Леонід Центило)[3]

## Населення

### Мова
Розподіл населення за рідною мовою за даними перепису 2001 року:
| Мова       | Кількість | Відсоток |
| ---------- | --------- | -------- |
| українська | 1095      | 97.77%   |
| російська  | 21        | 1.87%    |
| білоруська | 2         | 0.18%    |
| румунська  | 2         | 0.18%    |
| Усього     | 1120      | 100%     |

## Найвідоміші люди

### Уродженці
- Іщенко Іван Миколайович (1891—1975) — український хірург, член-кореспондент АН УРСР (1945), заслужений діяч науки УРСР (1942).
- Кива Галина Яківна (1930—1979) — заслужений майстер народної творчості УРСР, українська майстриня художньої вишивки.
- Покропивний Сергій Федорович (1930 — 2001) —  доктор економічних наук, професор, заслужений працівник освіти України.
- Нагорний Климентій Григорович (1887—1918) «дядька» цесаревича Олексі́я Микола́йовича Романова, розстріляний більшовиками.

### Поховані
- Савуляк Володимир Іванович (1985—2014) — солдат Збройних сил України, учасник російсько-української війни.
- Яцун Олександр Васильович (1978—2015) — солдат Збройних сил України, учасник російсько-української війни.